# Estados Unidos en la Copa Mundial de Rugby de 2015
La Selección de rugby de Estados Unidos fue uno de los 20 participantes de la Copa Mundial de Rugby de 2015 que se realizó en Inglaterra.
Fue la octava participación de las Águilas en la Copa Mundial de Rugby.

## Plantel
El entrenador  Mike Tolkin anunció el 13 de agosto de 2015 los 31 jugadores de Estados Unidos que formarían la selección para la Copa del Mundo de Rugby de 2015,. El 3 de septiembre, Scott LaValla fue reemplazado por Matt Trouville tras una lesión sufrida en un entrenamiento.
- Encuentros actualizados a fecha 11 de octubre de 2015

| hooker         | Zach Fenoglio         | 29 de julio de 1987      | 17 | Glendale Raptors |
| hooker         | Phil Thiel            | 29 de octubre de 1984    | 36 | Life University  |
| pilar          | Chris Baumann         | 18 de mayo de 1987       | 7  | Santa Monica     |
| pilar          | Eric Fry              | 14 de septiembre de 1987 | 36 | Newcastle        |
| pilar          | Olive Kilifi          | 28 de septiembre de 1986 | 15 | Seattle Saracens |
| pilar          | Titi Lamositele       | 11 de febrero de 1995    | 16 | Saracens         |
| pilar          | Matekitonga Moeakiola | 16 de mayo de 1978       | 32 | Castanet         |
| pilar          | Joe Taufete'e         | 4 de octubre de 1992     | 1  | Belmont Shore    |
| segunda línea  | Cam Dolan             | 2 de marzo de 1990       | 20 | Cardiff Blues    |
| segunda línea  | Greg Peterson         | 26 de marzo de 1991      | 11 | Glasgow          |
| segunda línea  | Hayden Smith          | 10 de abril de 1985      | 29 | Saracens         |
| segunda línea  | Louis Stanfill        | 30 de mayo de 1985       | 56 | Seattle Saracens |
| ala            | Andrew Durutalo       | 25 de octubre de 1987    | 12 | Estados Unidos 7 |
| ala            | Matt Trouville        | 9 de junio de 1986       | 5  | Seattle Saracens |
| ala            | Alastair McFarland    | 2 de junio de 1989       | 9  | NYAC             |
| ala            | John Quill            | 10 de marzo de 1990      | 17 | NYAC             |
| N.º 8          | Danny Barrett         | 23 de marzo de 1990      | 13 | Estados Unidos 7 |
| N.º 8          | Samu Manoa            | 5 de marzo de 1985       | 15 | Toulon           |
| Medio scrum    | Niku Kruger           | 9 de octubre de 1991     | 2  | Glendale Raptors |
| medio scrum    | Mike Petri            | 16 de agosto de 1984     | 57 | NYAC             |
| medio apertura | AJ MacGinty           | 26 de febrero de 1990    | 8  | Life University  |
| medio apertura | Shalom Suniula        | 6 de mayo de 1988        | 16 | Seattle Saracens |
| centro         | Seamus Kelly          | 30 de mayo de 1991       | 23 | SFGG             |
| centro         | Folau Niua            | 27 de enero de 1985      | 17 | Estados Unidos 7 |
| centro         | Thretton Palamo       | 22 de septiembre de 1988 | 13 | London Welsh     |
| centro         | Andrew Suniula        | 29 de septiembre de 1987 | 38 | CSM București    |
| wing           | Takudzwa Ngwenya      | 22 de julio de 1985      | 35 | Biarritz         |
| wing           | Blaine Scully         | 29 de febrero de 1988    | 29 | Cardiff Blues    |
| wing           | Zack Test             | 13 de octubre de 1989    | 6  | Estados Unidos 7 |
| wing           | Brett Thompson        | 17 de agosto de 1990     | 6  | Estados Unidos 7 |
| zaguero        | Chris Wyles (c.)      | 13 de septiembre de 1983 | 54 | Saracens         |

## Partidos de preparación
- Estados Unidos participó en la Pacific Nations Cup 2015 como preparación al torneo.

| 22 de agosto de 2015 | Canadá | 23 - 41 | Estados Unidos |  |  |

| 30de agosto de 2015 | Estados Unidos | 19 - 24 | Harlequins |  |  |

| 5 de septiembre de 2015 | Estados Unidos | 10 - 47 | Australia |  |  |

## Participación

### Grupo B
| Posición | Selección      | Partidos | Partidos | Partidos  | Partidos | Tries a favor | Tantos  | Tantos    | Tantos     | Puntos extra | Puntos |
| Posición | Selección      | jugados  | ganados  | empatados | perdidos | Tries a favor | a favor | en contra | diferencia | Puntos extra | Puntos |
| -------- | -------------- | -------- | -------- | --------- | -------- | ------------- | ------- | --------- | ---------- | ------------ | ------ |
| 1        | Sudáfrica      | 4        | 3        | 0         | 1        | 23            | 176     | 56        | 120        | 4            | 16     |
| 2        | Escocia        | 4        | 3        | 0         | 1        | 14            | 136     | 93        | 40         | 2            | 14     |
| 3        | Japón          | 4        | 3        | 0         | 1        | 9             | 98      | 100       | -2         | 0            | 12     |
| 4        | Samoa          | 4        | 1        | 0         | 3        | 7             | 69      | 124       | -55        | 2            | 6      |
| 5        | Estados Unidos | 4        | 0        | 0         | 4        | 5             | 50      | 156       | -106       | 0            | 0      |

| 20 de septiembre de 2015 | Samoa                                                                                | 25 - 16 (14-8) | Estados Unidos                                          | Falmer Stadium, Brighton,                                           |                                                                     |
| 8:00                     | Tries: Nanai Williams 20' Treviranus 46' Penales: Pisi 8', 28', 39', 51' Stanley 70' | Reporte        | Tries: Wyles 34' Baumann 74' Penales: MacGinty 31', 53' | Asistencia: 29.178 espectadores Árbitro(s): George Clancy (Irlanda) | Asistencia: 29.178 espectadores Árbitro(s): George Clancy (Irlanda) |

| 27 de septiembre de 2015 | Escocia | 39 - 16 (6-13) | Estados Unidos                                                                     | Elland Road, Leeds,                                                       |                                                                           |
| 10:30                    | Tries: Visser 42' Maitland 47'c Nel 54'c Scott 65'c Weir 79'c Conversiones: Russell (1/2) Laidlaw (3/3) Penales: Hogg 7' Russell 16' | Reporte        | Tries: Lamositele 21'c Conversiones: MacGinty (1/1) Penales: MacGinty 3', 40', 51' | Asistencia: 33.521 espectadores Árbitro(s): Chris Pollock (Nueva Zelanda) | Asistencia: 33.521 espectadores Árbitro(s): Chris Pollock (Nueva Zelanda) |

| 7 de octubre de 2015 | Sudáfrica | 64 - 0 (14-0) | Estados Unidos | Olympic Stadium, Londres,                                            |                                                                      |
| 12:45                | Tries: De Allende 7'c Ensayo de castigo 27'c Habana 42'c, 59'c, 61'c B. Du Plessis 47' Louw 53'c, 69' Kriel 73' Mvovo 84'c Conversiones: Pollard (4/5) Steyn (3/5) | Reporte       |                | Asistencia: 54 658 espectadores Árbitro(s): Pascal Gauzere (Francia) | Asistencia: 54 658 espectadores Árbitro(s): Pascal Gauzere (Francia) |

| 11 de octubre de 2015 | Estados Unidos                                                                       | 18 - 28 (8-17) | Japón                                                                                                   | Kingsholm Stadium, Gloucester,                                           |                                                                          |
| 16:00                 | Tries: Ngwenya 24' Wyles 71'c Conversiones: MacGinty (1/2) Penales: MacGinty 5', 55' | Reporte        | Tries: Matsushima 7'c Fujita 28'c Mafi 62' Conversiones: Goromaru (2/3) Penales: Goromaru 33', 44', 77' | Asistencia: 14.517 espectadores Árbitro(s): Glen Jackson (Nueva Zelanda) | Asistencia: 14.517 espectadores Árbitro(s): Glen Jackson (Nueva Zelanda) |